# Les cent i una nits
Les cent i una nits (títol original: Les Cent et Une Nuits de Simon Cinéma) és una pel·lícula franco-britànica estrenada el 1995, dirigida per Agnès Varda. Ha estat doblada al català.

## Argument
El senyor Cinema és gairebé centenari, viu sol a la seva immensa vila i perd la memòria. Creu ser el cinema tot sol i contracta la jove i bella especialista Camille per revifar la seva memòria, que flaqueja, i per contar-li històries sobre els films que ha dirigit.
Per ella, fer cinema té sentit i, amb la finalitat d'ajudar el seu enamorat Mica a rodar el seu primer film, decideix ordir un complot per embutxacar-se l'herència de M. Cinema, ja que el besnet i únic hereu ha desaparegut. Els joves decideixen que Vincent, recentment tornat de l'Índia, té el perfil somniat per ser l'impostor. M. Cinema està content de trobar l'últim de la seva família. Però no té intenció de morir.

## Repartiment
- Michel Piccoli: Simon Cinema
- Marcello Mastroianni: L'amic italià
- Henri Garcin: Firmin, el majordom
- Julie Gayet: Camille Miralis
- Mathieu Demy: Camille
- Emmanuel Salinger: Vincent
- Anouk Aimée: Anouk, en flaix-back
- Fanny Ardant: La estrella que roda de nit
- Jean-Paul Belmondo: Professor Bébel
- Romane Bohringer: La jove filla en violeta
- Sandrine Bonnaire: La vagabunda
- Jean-Claude Brialy: El guia japonès
- Patrick Bruel: El primer orador
- Alain Delon: Alain Delon, en visita
- Catherine Deneuve: L'estrella fantasma
- Robert De Niro: El marit de l'estrella fantasma en creuer
- Gérard Depardieu: Gérard Depardieu, de visita
- Harrison Ford: Harrison Ford a Hollywood
- Denis Sebbah: Robert
- Gina Lollobrigida: L'esposa mèdium del professor Bébel
- Jeanne Moreau: La primera ex-esposa de M. Cinema
- Hanna Schygulla: El segon ex-esposa de M. Cinema
- Sabine Azéma: Sabine / Irène
- Jane Birkin: La que diu radin
- Arielle Dombasle: La cantant a la Garden-party
- Stephen Dorff: Un actor mut a Hollywood
- Andréa Ferréol: La sorpresa
- Daryl Hannah: Una actriu muda a Hollywood
- Jean-Pierre Kalfon: El primer Jean-Pierre
- Jean-Pierre Léaud: El segon Jean-Pierre
- Emily Lloyd: Una actriu muda a Hollywood
- Assumpta Serna: Una actriu muda a Hollywood
- Martin Sheen: Un actor mut a Hollywood
- Harry Dean Stanton: Un actor mut a Hollywood
- Daniel Toscan del Plantier: El segon orador
- Isabelle Adjani: (imatges d'arxiu a Canes)
- Jean-Hugues Anglade: (imatges d'arxiu)
- Daniel Auteuil: (imatges d'arxiu)
- Clint Eastwood: (imatges d'arxiu)
- Virna Lisi: (imatges d'arxiu a Canes)
- Maximilien Maussion: El petit clap
- Salomé Blechmans: La petita Lili
- Carole Benoit: La Nïmoise, la criada acròbata
- Francisco Rabal: La veu de Luis Buñuel

## Al voltant de la pel·lícula
- Aquest film presenta una plèiade d'actors, alguns no hi seran al muntatge final :
  - Françoise Arnoul
  - Maurici Baquet
  - Blanchette Brunoy
  - Leslie Caron
  - Paulette Dubost
  - Chiara Mastroianni
  - Mila Parély
  - Casa-França Pisier
  - Catherine Rouvel

## Premis[calcitació]
1995: Festival de Berlín: Secció oficial de llargmetratges